# Parque nacional Los Glaciares

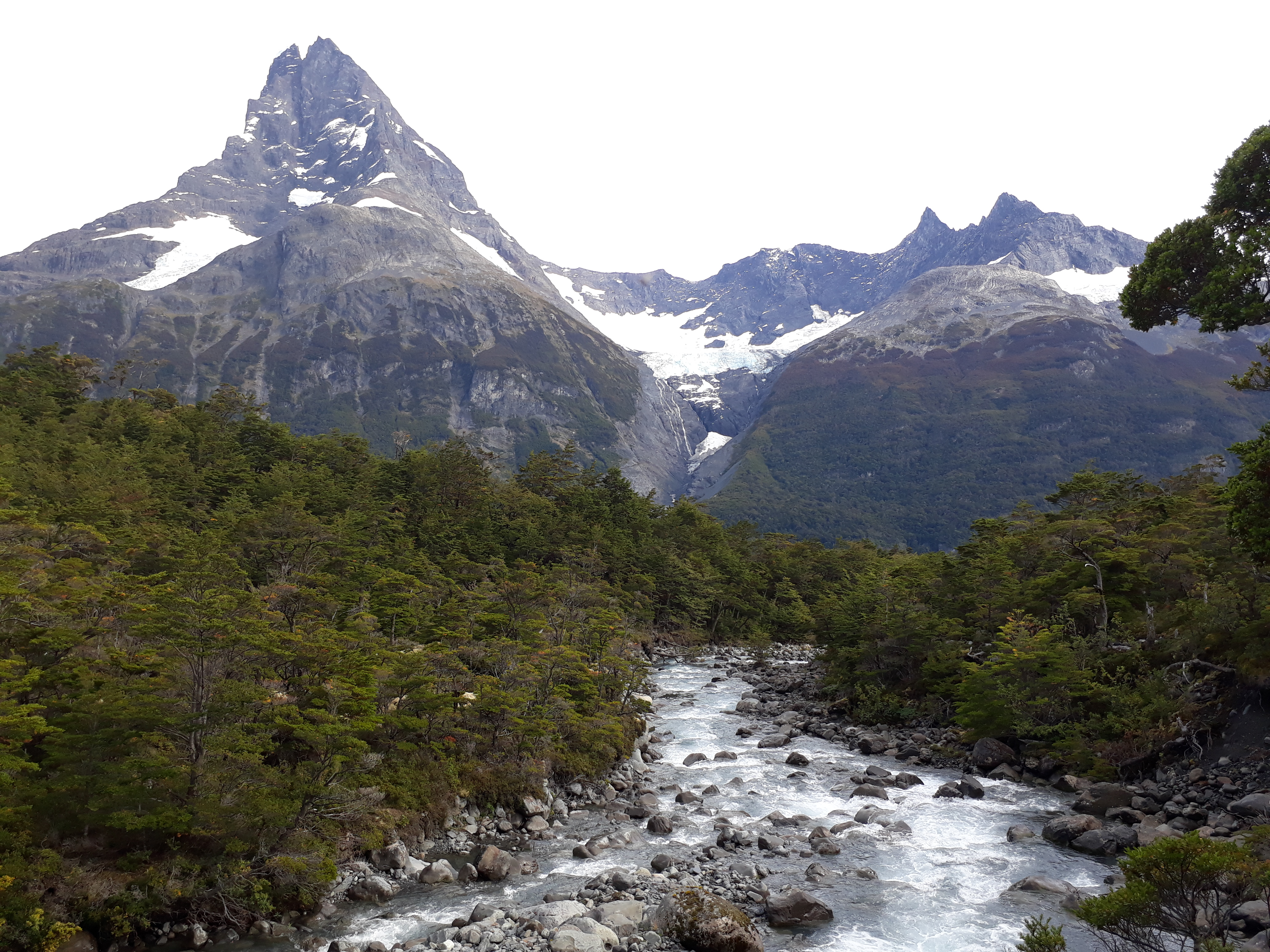
Cerro Mayo. Parque nacional de los Glaciares. Santa Cruz, Argentina.

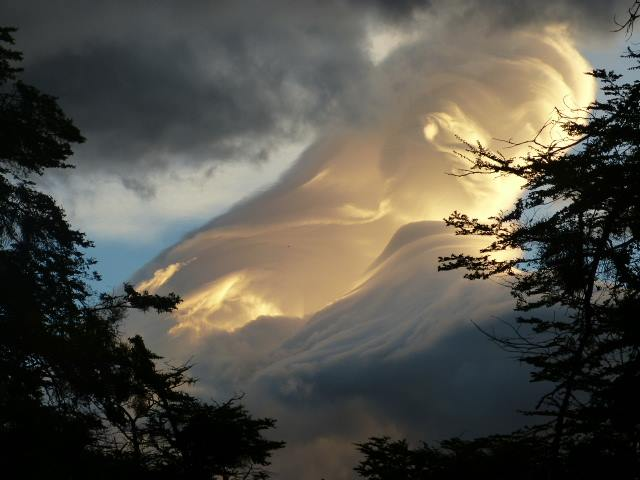
Ventana de luz en un día gris.

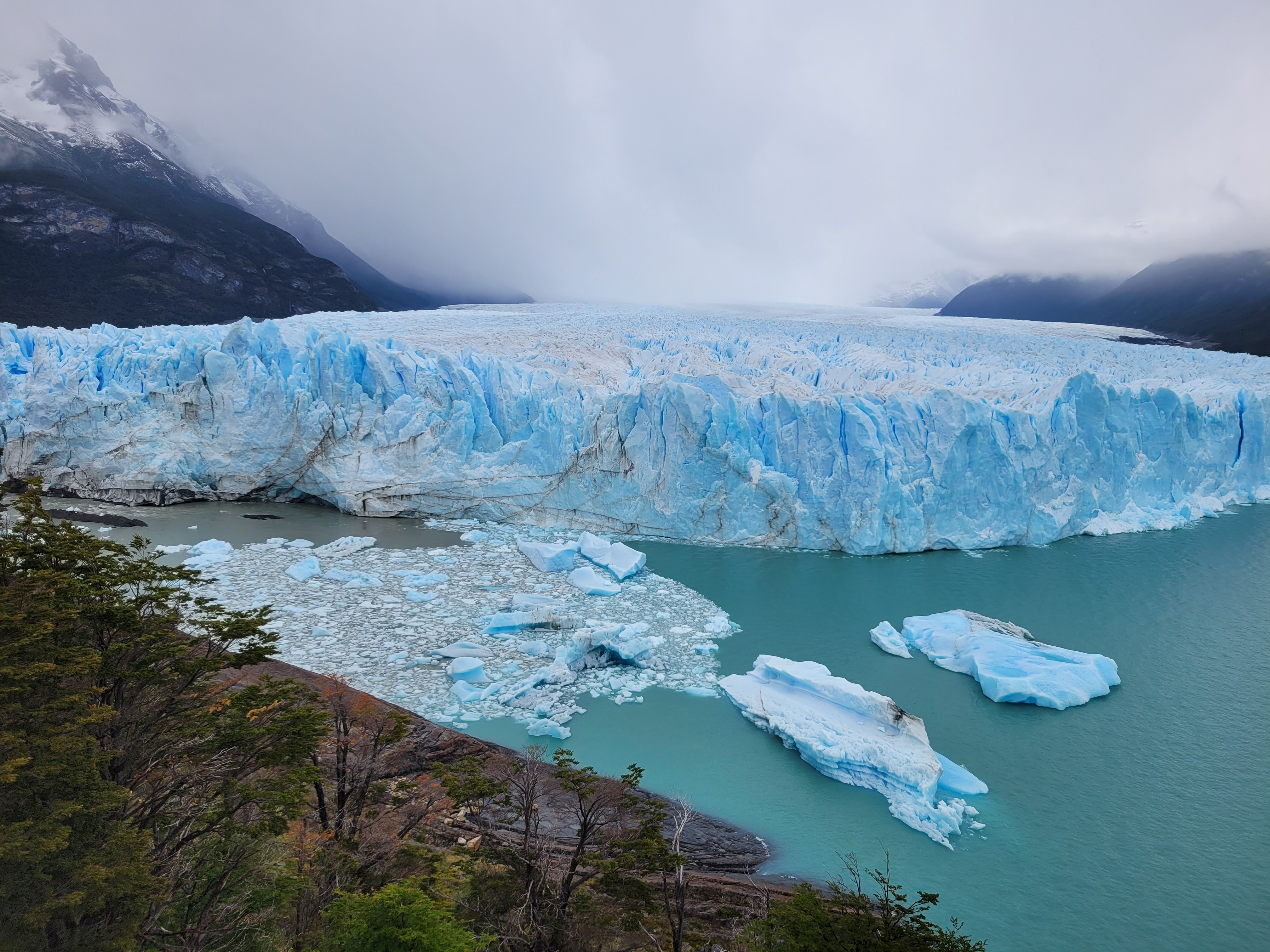
Glaciar Perito Moreno

El parque nacional Los Glaciares (estrictamente parque y reserva nacional Los Glaciares) está ubicado en la provincia de Santa Cruz y es el de mayor extensión y ubicado más al occidente de Argentina, comprende una superficie de 7.269 km² o 731.932 ha.

## Patrimonio Mundial
En el año 1981 fue el primer parque nacional en ser declarado por la UNESCO  «Patrimonio de la Humanidad» o Sitio de Patrimonio Mundial conformando uno de los nueve de su país. Esta mención fue, a razón de su belleza, interés glaciológico y geomorfológico, y parte de su fauna en peligro de extinción,

## Extensión y superficie
Su toponimia se refiere a sus glaciares, que constituyen la mayor capa de hielo fuera de las áreas polares. De acuerdo al Plan de Gestión aprobado en 2019. la superficie del parque nacional Los Glaciares se subdivide en dos áreas de manejo: parque nacional con 538 550 ha, y el área protegida con recursos manejados con 188 377 ha. Esta última se divide en tres sectores llamados reservas nacionales: Zona Viedma, Zona Centro, y Zona Roca.
La superficie no está consolidada por falta de demarcación en un sector del límite con Chile (unos 1500 km²) y por falta de mensura inscripta y aprobada, existiendo incertidumbre sobre la norma legal a aplicar para la definición del límite este en el sector del río de las Vueltas.

## Administración y zonificación
El área protegida se subdivide en cuatro zonas de distinto grado de protección:
- Parque nacional Los Glaciares: es el área mayor y comprende todo el sector del límite internacional, los glaciares y el sector oeste del lago argentino. Como por sus características biológicas deben gozar de un grado de protección mucho más riguroso, el decreto n.º 2149/1990 de 10 de octubre de 1990[4] designó todo el sector del parque nacional como reserva natural estricta, pero por el decreto n.º 453/1994 de 23 de marzo de 1994, fue reducido a 3 y el resto del parque nacional fue declarado reserva natural silvestre.[5]
- Reserva nacional Los Glaciares, Zona Viedma: comprende el extremo oeste del lago Viedma y un sector al norte del mismo.
- Reserva nacional Los Glaciares, Zona Centro: comprende el área central entre los lagos Viedma y argentino, al oriente del parque nacional. Un sector es reserva natural silvestre.
- Reserva nacional Los Glaciares, Zona Roca: comprende el extremo sudeste.

Las reservas naturales estrictas son las siguientes:
- Reserva natural estricta Valle del Mascarello
- Reserva natural estricta Cordón Federico Reichter
- Reserva natural estricta Valle del Río Camiseta

Por resolución n.º 126/2011 de la Administración de Parques Nacionales de 19 de mayo de 2011 se dispuso que, el parque nacional encuadrara para los fines administrativos en la categoría áreas protegidas de complejidad I, por lo cual tiene a su frente un intendente designado, del que dependen 6 departamentos (Administración; Obras y Mantenimiento; Guardaparques Nacionales; Conservación y Educación Ambiental; Uso Público; Recursos Humanos y Capacitación) y 2 divisiones (Despacho y Mesa de Entradas, Salidas, y Notificaciones; Asuntos Jurídicos). La intendencia tiene su sede en la localidad de El Calafate. En El Chaltén se encuentra el Centro de Informes Guardaparque Ceferino Fonzo.

## Creación

Ubicación y extensión del parque.

El 15 de febrero de 1877, el perito argentino para las cuestiones de límites con Chile, Francisco Pascasio Moreno, bautizó al lago que da origen al río Santa Cruz con el nombre de lago argentino, plantando una bandera de Argentina. Fue una de las primeras personas no indígenas que llegó a la zona. Estuvo muy cerca del glaciar, que en su honor lleva su nombre, sin poder conocerlo. 
El decreto n.º 105 433 de 11 de mayo de 1937 del presidente Agustín Pedro Justo, declaró reservas nacionales con destino a parques nacionales a 4 territorios de la Patagonia, entre los cuales estaba la reserva nacional de Los Glaciares en el Territorio Nacional de Santa Cruz, cuyos límites fueron especificados en el artículo 2.
En septiembre de 1942, mediante el decreto ley n.º 129 433 el área de la reserva de Los Glaciares fue ampliada con el margen costero sobre el canal de los Témpanos y la costa norte del lago Rico. 
El decreto ley n.º 9504 de 28 de abril de 1945 de Edelmiro Julián Farrell, transformó la reserva nacional en parque nacional:

ARTICULO 7. - Decláranse parques nacionales a las Reservas Lanín, Los Alerces, Perito Francisco P. Moreno, Los Glaciares, con los límites establecidos para las zonas reservadas con tal fin por el Decreto 105.433 del 11 de mayo de 1937, y las modificaciones introducidas por los Decretos 125.596 del 18 de febrero de 1938, 94.284 del 25 de junio de 1941, 118.660 del 30 de abril de 1942 y el 129.433 del 2 de setiembre de 1942.

Por ser una norma de un gobierno de facto, el decreto ley fue ratificado por ley n.º 13895, sancionada el 30 de septiembre de 1949.
En 1971, mediante la ley n.º 19 292, se establecieron los límites actuales del parque y su zonificación como parque nacional y reserva nacional.
La ley n.º 23 766 sancionada el 21 de diciembre de 1989 y promulgada el 12 de enero de 1990, desafectó y transfirió a la provincia de Santa Cruz el dominio de 135 ha de la reserva nacional zona Viedma para el ejido urbano de la localidad de El Chaltén (fundada el 12 de octubre de 1985) y 30 ha de la misma reserva para instalaciones del embarcadero de la futura Villa Bahía Túnel. La ley, sin embargo, no transfirió la jurisdicción sobre esas áreas que, por lo tanto, siguen siendo parte del parque nacional Los Glaciares.
Por resolución HD n.º 40/2019 la APN aceptó la donación con cargo del inmueble denominado Estancia Ricanor, de 5005 ha 26 a 13 ca que consolida la vinculación del parque nacional con el área protegida provincial Lago del Desierto. Debido a que la Legislatura provincial no aprobó la inclusión del área, en el parque nacional, el 3 de mayo de 2019 el presidente Mauricio Macri dictó el decreto n.º 326/2019 que convirtió a la Estancia Ricanor, en la reserva natural silvestre Piedra del Fraile, en espera de su inclusión al parque nacional.

## Ubicación del parque

Mapa del Parque Nacional Los Glaciares, provincia de Santa Cruz, Argentina.

Sus límites por el oeste siguen en todo momento la línea divisoria internacional chileno-argentina entre los paralelos 49° 15′ y 50° 50′ S (desde el cerro Chaltén hasta el monte Stokes), por lo que han sido modificados de acuerdo a la demarcación resultante del Acuerdo para precisar el recorrido del límite desde el Monte Fitz Roy hasta el Cerro Daudet de 1998 firmado el 16 de diciembre de 1998, estando sin demarcar en el sector del cordón Mariano Moreno, en donde cada país fijó un límite distinto. Abarca parte del campo de hielo Patagónico Sur y todos los glaciares que de él descienden hacia el lado oriental. 
En ese límite internacional se ubica el punto extremo más occidental de todo el país. Este, puede ser un punto ubicado al oeste del cerro Roma) (49°33′S 73°34′O) o bien un lugar ubicado al suroeste del cordón Mariano Moreno que tiene longitud 73° 38′ 00″ O y está entre los paralelos 49º10'00" y 49° 47′ 30″ ubicado en un área aun en disputa. 
El parque nacional colinda con dos áreas protegidas provinciales, la reserva provincial Lago del Desierto (creada por ley 2820 de 2005) y el parque provincial y la reserva provincial Península de Magallanes (creados por ley 2316 de 1993).

## Aspectos de su naturaleza
En este parque nacional se halla ubicado el Lago Argentino, en cuyos brazos se encuentran los glaciares. Lo más destacable de este parque nacional son sus campos de hielo, que en total ocupan una superficie aproximada de 2600 km² (esto implica que más de un 30% de la superficie del parque se encuentra ocupada por hielo). Desde estos descienden 47 glaciares mayores. El más conocido de los glaciares es el Perito Moreno, que se expande sobre las aguas del brazo Sur del lago argentino, con un frente de 5 km y una altura, por sobre el nivel del lago, de 60 metros.
El glaciar Upsala, ubicado sobre el brazo Norte del mismo lago, es el de mayor tamaño; exhibe un largo de 50 km y un ancho de casi 10 km. Además, se encuentran otros, que también destacan por su magnitud, como el glaciar Spegazzini, glaciar Seco, glaciar Onelli (ubicado en la bahía Onelli), etc.
En el sector norte del parque se encuentra el macizo Fitz Roy que se destaca por su altura (3405 metros) y por su monumental aspecto de escarpadas laderas por las que bajan glaciares con el entorno de los cordones cordilleranos circundantes.
Este parque nacional fue declarado Patrimonio de la Humanidad por la Unesco en 1981.

Por el reconocimiento colectivo de la Comunidad de Naciones expresado en los artículos de la convención del Patrimonio Mundial EL PARQUE NACIONAL LOS GLACIARES ha sido inscrito en la lista del PATRIMONIO NATURAL MUNDIAL. Estos glaciares, generados hace siglos y aún milenios en las crestas de las montañas, son testimonio remanente de enormes masas idénticas que dominaron parte del planeta durante los últimos dos millones de años y que presenciaron el fantástico episodio del nacimiento de la humanidad. Que el hombre sepa preservar este sitio y más aún, preservarse a sí mismo para que las generaciones futuras puedan contemplar este relicto de la edad del hielo. Octubre de 1981.

### Flora y fauna
A las montañas y glaciares se suma el atractivo de los bosques subantárticos  dominados por la lenga, el guindo y muchos arbustos como el notro o ciruelillo y el calafate, que ofrecen vistosas y coloridas flores.		
El bosque cuenta con la presencia del gran cérvido llamado huemul, que durante el invierno baja de las praderas de altura en busca de refugio y alimento, también merodea el puma y en las zonas esteparias se encuentran guanacos; existen también "vacas cimarronas" llegadas a fines de siglo XIX.
Entre la avifauna, merecen destacarse el carpintero negro patagónico, la cotorra austral, el picaflor de corona granate, el choique y el cóndor.
En los ambientes acuáticos se encuentra una gran diversidad de aves, que incluye cisnes cuello negro y patos como el zambullidor grande y el de los torrentes.
Hacia el este, las estribaciones de los Andes se desdibujan en la meseta patagónica y el bosque da paso a la estepa. Aquí habitan guanacos, zorros grises  y zorrinos patagónicos y maras. Entre las aves se destaca la gran corredora de la zona, el ñandú petiso (choique).
Los principales ejemplares de su flora son árboles del género Nothofagus como la lenga, el ñire, el coihue de Magallanes o guindo; además, hay un representante de las coníferas, el ciprés de las guaitecas (Pilgerodendron uviferum). Es importante la presencia de un arbusto de sabrosos frutos llamado calafate, el sector oriental del parque corresponde a la estepa en la cual predominan especies arbustivas como el calafate, el neneo, llareta, senecio, paramela, mata negra, y gramíneas como especies de coirones entre otras.

### Clima

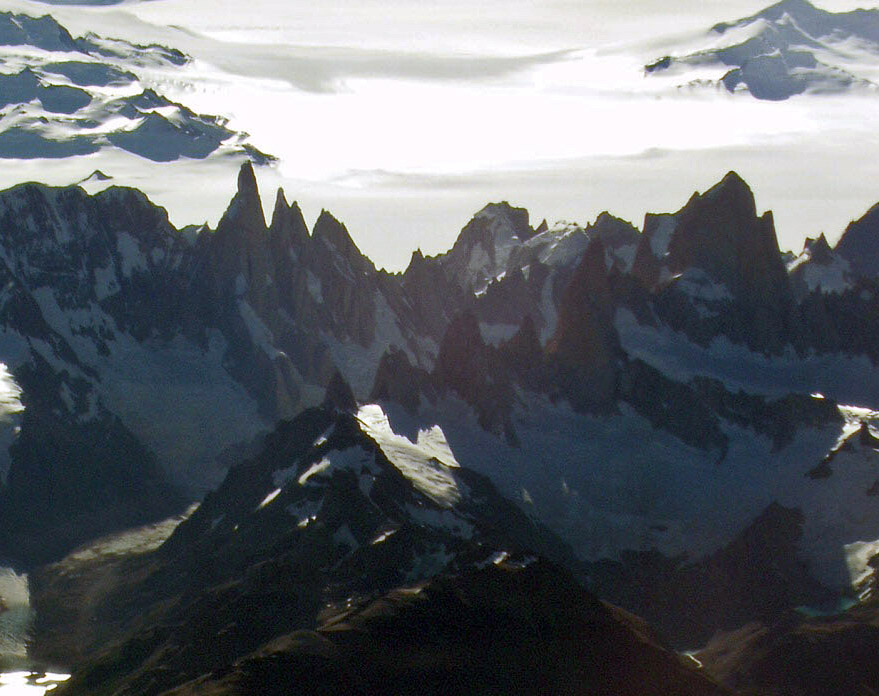
Los cerros Fitz Roy/Chaltén y Torre en medio de los campos de hielo.

Frío, ventoso en primavera, menos viento en otoño. Lluvioso de marzo a mayo. Frío nival en invierno (desde junio a septiembre) y, en la zona de glaciares y montañas,(frío nival) durante todo el año.

### Aspectos culturales
Durante los últimos 3000 años la región del lago Argentino estuvo ocupada por grupos cazadores-recolectores con una alta movilidad para el aprovechamiento de espacios situados tanto en la estepa como en el bosque en alturas variables desde 200 a 1100 m s. n. m. La economía, centralizada en la explotación del guanaco, se basaba en la utilización complementaria de los distintos ambientes existentes en diferentes momentos del año.
Las investigaciones de los sitios arqueológicos han detectado también materiales provenientes del océano Pacífico, lo cual nos estaría indicando el acceso directo a esas zonas o la existencia de redes de intercambio.

### Accesos
Hay vuelos regulares de varias compañías desde Buenos Aires a El Calafate (a 80 km de Los Glaciares); allí se puede contratar la excursión y el alojamiento. El vuelo dura tres horas. También por avión se accede desde Buenos Aires hasta Río Gallegos, y desde allí salen vuelos locales hacia El Calafate.
El acceso al parque nacional más conveniente es desde el norte por la ruta nacional 3 hasta Río Gallegos, continuando por las ruta provincial 5, ruta nacional 40 y ruta provincial 11 hasta la localidad de El Calafate, distante a 50 km al este del parque. Entre estas dos ciudades hay una distancia de 418 km.
Desde El Calafate se arriba a la localidad de El Chaltén, en la parte norte del área protegida, uniendo la ruta provincial 11, la ruta nacional 40 y por último la ruta provincial 23. 
Los ingresos al parque son:
- por ruta provincial 11 hasta el glaciar Perito Moreno (80 km de pavimento).
- por ruta provincial 11 y ruta provincial 8 hasta Puerto Lago Argentino-Paraje Punta Bandera (47 km).
- a lago Roca (50 km) se puede acceder por la ruta provincial 11 en dirección hacia el glaciar Perito Moreno, desviándose a la izquierda por la ruta provincial 60 (ripio) hasta conectar con la ruta provincial 15 o bien, transitando siempre la ruta provincial 15, toda de ripio.
- por la ruta provincial 11, ruta nacional 40 y ruta provincial 41 hasta El Chaltén (220 km de pavimento).

### Datos de interés para el visitante
En El Calafate y en El Chaltén, se ofrece alojamiento en hosterías, albergues y cabañas. Las áreas de camping se ubican en el área del lago Viedma, cercana a El Chaltén y en el área Lago Argentino.
Excursiones lacustres por el Lago Argentino parten desde Punta Bandera, permitiendo conocer, entre otros atractivos, bahía Onelli y al glaciar Upsala. Los sitios más relevantes son los senderos y balcones sobre el glaciar Perito Moreno; caminata sobre el glaciar sobre uno de sus costados. El lago Onelli, lleno de témpanos desprendidos de tres glaciares, accesible a través del sendero de 800 m que lleva desde el desembarcadero de los catamaranes. Excursión terrestre al lago Roca, desde la mañana temprano, cuando se ven muchas águilas, caranchos y cóndores. Senderismo en el parque y excursión al lago del Desierto (fuera del parque) desde El Chaltén.
Otro atractivo es la pesca deportiva de especies introducidas en los lagos Roca, Viedma, Argentino y en el río de las Vueltas; entre las especies se destacan las grandes truchas (por ejemplo la trucha arco iris) y salmonidos (por ejemplo el salmón salar sebago).		
Variadas son las posibilidades para recorrer el área describiéndose a continuación algunas de ellas:
- Al glaciar Moreno: se llega a través del sendero vehicular Brazo Rico, accediendo a miradores y pasarelas que permiten admirar el espectáculo del glaciar.

- Senda al campamento Base río Blanco: comienza en la Seccional de Guardaparques de Lago Viedma. Cruza el río Fitz Roy y recorre bosques de lenga.

- Desde el campamento base del cerro Chaltén, se puede acceder a la laguna de Los Tres. Lleva cuatro horas de marcha.

- El cerro Chaltén, de 3375 metros de altura, muy difícil de escalar es elegido anualmente por andinistas  de todo el mundo para expediciones de alto nivel profesional. Parques nacionales es quien autoriza esta actividad.

- Senda a la laguna y campamento base del cerro Torre: parte de la Seccional de Guardaparques Lago Viedma. Se transita por un sendero que bordea el río Fitz Roy hasta llegar a la laguna Torre. En su recorrido se atraviesa un bosque de lenga. La distancia aproximada es de 15 km. que demandan seis horas de ida y vuelta.

### Otras actividades en la zona (desde El Calafate)
La estancia Alice (el Galpón) da demostraciones de arreo y esquila de ovejas y organiza cabalgatas hasta el glaciar Perito Moreno (21 km). Excursiones guiadas a las pinturas rupestres de punta Gualichu, frente al lago argentino (10 km). Se puede llegar en auto o en el curso de cabalgatas organizadas desde El Calafate.

Vacaciones campestres en las estancias Alta Vista (33 km), Nibepo Aike (60 km) y Helsingfors (150 km sobre el lago Viedma).

Pesca de trucha marrón de mar y steelhead en la estancia Güer Aike (Truchaike) (270 km, cerca de Río Gallegos).
Desde El Chaltén hasta Tres Lagos y luego hacia la localidad de Lago San Martín, sobre el río Chalía, se pueden ver la pinturas rupestres de la Cueva de las Manos.